# Шепли, Ллойд
Ллойд Стауэлл Шепли (англ. Lloyd Stowell Shapley; 2 июня 1923, Кембридж, штат Массачусетс — 12 марта 2016) — американский математик и экономист, лауреат Нобелевской премии по экономике (2012).

## Биография
Был одним из пяти детей в семье астрономов Харлоу Шепли и Марты Бец Шепли.
Служил в Военно-воздушных силах Армии США (1943—1945). Бакалавр (1948, математика) Гарвардского университета; доктор философии (1953, математика) Принстонского университета. Работал в корпорации RAND (1948—1949; 1954—1981), с 1981 года преподаёт в Калифорнийском университете (Лос-Анджелес).
Награждён боевой медалью Бронзовая звезда (1944). Академик Американской академии искусств и наук (с 1974) и Национальной академии наук США (с 1979). Почётный член Американской экономической ассоциации (с 2007). С 2012 года является действительным членом Американского математического общества.

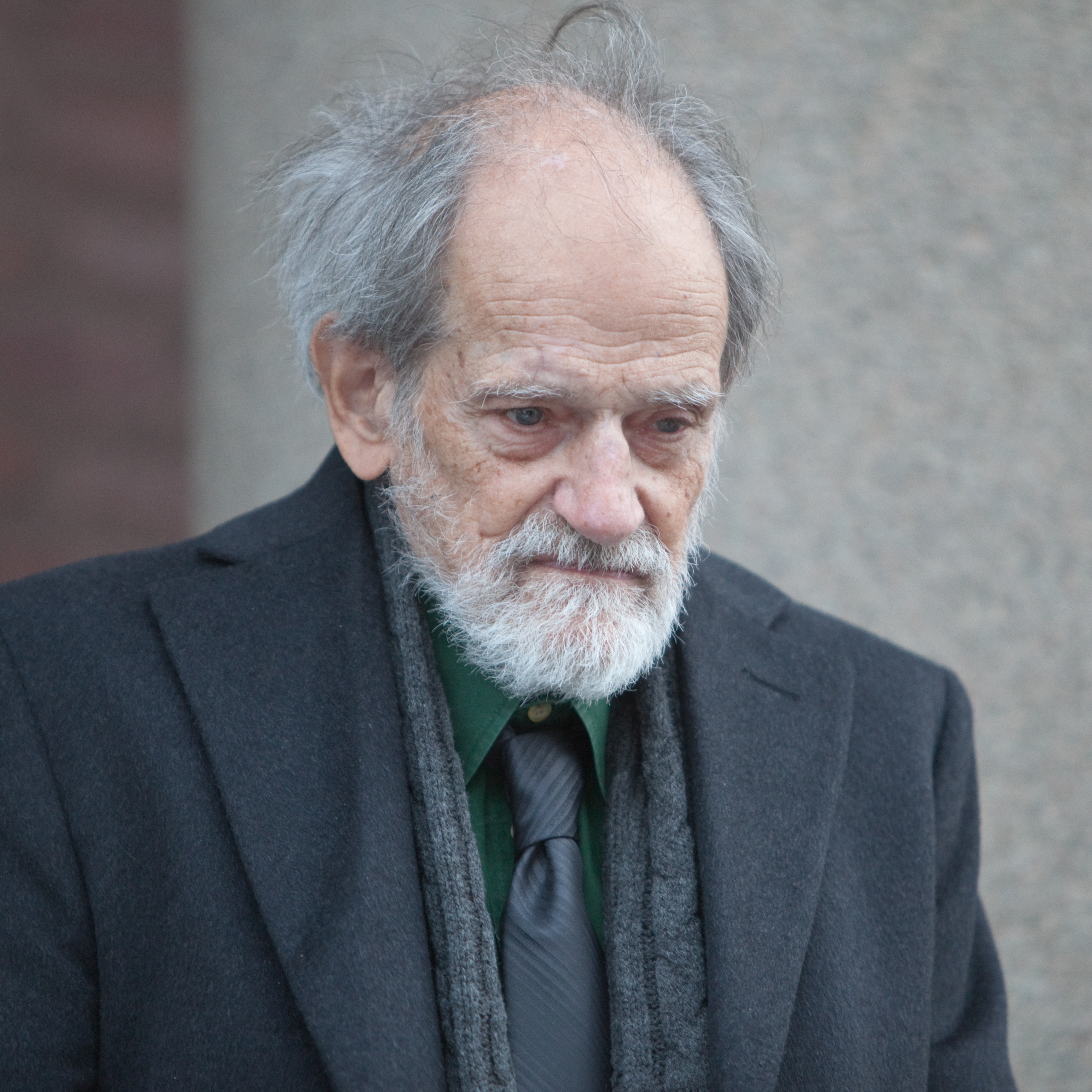
Стокгольм. 2012.

Лауреат Нобелевской премии по экономике 2012 года совместно с американским экономистом Элвином Ротом — за вклад в теорию устойчивого распределения и практику моделирования рынка.

## Основные произведения
- Gale D., Shapley L.S. College Admission and the Stability of Marriage // American Mathematical Monthly. — 1962. — Т. 69. — С. 9—14. («Приём в колледжи и стабильность брака» — главный повод для Нобелевской премии)
- «Концепции и теории чистой конкуренции» (Concepts and Theories of Pure Competition, 1967);
- Shapley L.S. The St. Petersburg Paradox: A Con Game? // Journal of Economic Theory. — 1977. — Т. 14. — С. 439—442. («Санкт-Петербургский парадокс: жульничество?»)